# Myophonus robinsoni
El arrenga malayo  (Myophonus robinsoni) es una especie de ave paseriforme de la familia Muscicapidae endémico de Malasia.

## Distribución y hábitat
Su hábitat natural son los bosques húmedos tropicales montanos del sur de la península malaya.